# Aeroporto di Iloilo
L'aeroporto di Iloilo (tagallo: Paliparang Pandaigdig ng Iloilo) (IATA: ILO, ICAO: RPVI) è un moderno aeroporto filippino situato nell'estrema parte meridionale dell'isola di Panay, nella provincia di Iloilo, nella regione del Visayas Occidentale. La struttura è dotata di una pista di asfalto lunga 2100 m, l'altitudine è di 8 m, l'orientamento della pista è RWY 02-20. L'aeroporto è aperto al traffico commerciale.
Il moderno aeroporto, inaugurato nel 2007 in sostituzione della vecchia struttura cittadina di Mandurriao e da cui ha mutuato i codici aeroportuali ICAO e IATA, è ospitato nel territorio della cittadina di Cabatuan e serve le più importanti destinazioni nazionali; dal 2013, ospita voli internazionali da Hong Kong e Singapore che contribuiscono alla continua crescita turistica della zona.